# سام تشوي (يوتيوبر)
سام تشوي (بالإنجليزية: Sam Chui)؛ (بالصينية: 崔佳星) ؛ من مواليد 7 نوفمبر 1980) هو مدوِّن فيديو في مجال الطيران والسفر من هونغ كونغ وأستراليا ، مصور فوتوغرافي ومؤلف عدة كتب. قام بتأليف أربعة كتب بما في ذلك Air1 و Air2 و Air 3 و Air747. هو منشئ محتوى على منصة يوتيوب. يعيش حاليًا في إمارة دبي، الإمارات العربية المتحدة .

## أوائل حياته
ولد سام تشوي في 7 نوفمبر 1980 في بكين ، الصين. انتقل والديه إلى هونغ كونغ عندما كان طفلاً. كان تشوي يهوى زيارة مطار كاي تاك في سن مراهقته ومُحب لمشاهدة الطائرات وهي تهبط وتقلع مما أدى إلى زيادة شغفه بالطيران. درس في King's College في هونغ كونغ للمرحلة الثانوية والتحق بالجامعة في أستراليا وتخرج من جامعة نيو ساوث ويلز في الاقتصاد والتمويل.

## الحياة المهنية

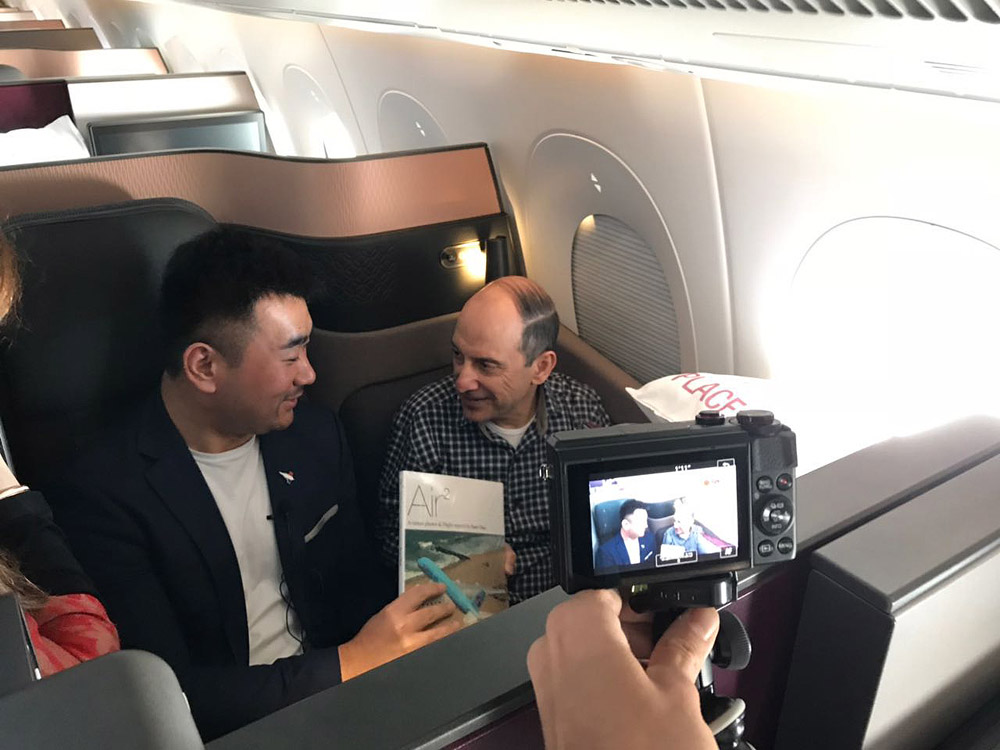
سام يصور فيديو برفقة الرئيس التنفيذي للخطوط القطرية أكبرأل بكر على متن إيرباص إيه 350

في عام 1999 ، بدأت تشوي موقعًا على الإنترنت ينشر صورًا للطائرات. وقد توسع الموقع منذ ذلك الحين لتشمل الأحداث الجارية المتعلقة بالطيران. وهو معروف بالصور العلوية لمطار لوس أنجلوس الدولي التي تم التقاطها من طائرات الهليكوبتر. في عام 2007 ، بدأ قناته على يوتيوب وأصبح أحد أشهر صانعى المحتوى المتعلق بالسفر. بلغت مشاهدات بعض مقاطعه في يوتيوب ما يزيد عن 60 مليون مشاهدة. سافر تشوي إلى أكثر من 100 دولة وطارلأكثر من 2000 رحلة جوية. أعتاد تشوي السفر لأكثر من 300000 ميل كل عام لاختبار الرحلات الجوية ومشاركة تجربة وتعليقاته.
في عام 2019 ، تمت دعوة تشوي لرحلة جوية على متن طائرة خاصة من طراز بوينج 747-إس بي مملوكة سابقًا للعائلة المالكة القطرية سافر فيها لمدة أربع ساعات من هاميلتون، كندا إلى مارانا، أريزونا باعتباره الراكب الوحيد مع طاقم القيادة. في عام 2019 ، سافر إلى روما على متن آخر طائرة بوينج من طراز 747 تابعة لشركة العال الإسرائيلية ، وخلال المغادرة التقى خبير السياحة إفرايم كاميسار.
لدى سام اهتمام كبير بطائرة بوينج 747 وقد قطع ما يقارب 1،067،888 ميلًا حتى الآن على متن هذه الطائرة وجرب الطيران على كل نوع تجاري واحد منها. طار ما مجموعه 279 مرة على متن طائرة بوينج 747 على جميع الطرازات عبر 37 مشغلًا في العالم. كانت أول رحلة له على متن طائرة بوينج 747 عام 1993 على متن رحلة يونايتد إيرلاينز رقم 800 من هونج كونج إلى طوكيو ناريتا. حلق تشوي على متن 240 شركة طيران و 180 نوعًا من الطائرات. سافر سام من نيويورك إلى لندن على متن طائرة الكونكورد ، وهبط على نهر جليدي في نيوزيلندا ، وزار لوكلا في نيبال واستقل أطول رحلة طيران بدون توقف من سنغافورة إلى نيوارك . كان الراكب الوحيد على متن طائرة بوينج 787 دريملاينر الخاصة الوحيدة في العالم. حصل سام تشوي على رخصة طيار خاص في الولايات المتحدة في يوليو 2021.
أبرم سام اتفاقية شراكة مع مُنظم فعاليات B2B العالمية ومجموعة تارسوس الإعلامية العملاقة في إنشاء محتوى لمعرض دبي للطيران 2021.
تعاونت الرابطة الوطنية لطيران الأعمال (NBAA) أيضًا معسام لتبادل النقاط البارزة من حدث طيران الأعمال ، وهو مؤتمر ومعرض طيران الأعمال NBAA لعام 2021 (NBAA-BACE).

## الكتب والمؤلفات
| لقب                                      | الناشر                      | سنة النشر |
| ---------------------------------------- | --------------------------- | --------- |
| الهواء 1 - صور سام تشوي الجوية           | زكووب المحدودة              | 2008      |
| الهواء 2 - صور الطيران وتقارير الرحلات   | شركة Pixelium               | 2012      |
| الهواء 3 - صور الطيران وتجارب الطيران    | أسترال هورايزون أفييشن بريس | 2014      |
| Air 747: تجربة الشغف: Boeing's Jumbo Jet | أسترال هورايزون أفييشن بريس | 2020      |

## روابط خارجية
- سام تشوي
- قناة سام تشوي يوتيوب
- صور طيران سام تشوي على JetPhotos